# アンターナス・スメトナ
アンターナス・スメトナ （リトアニア語:Antanas Smetona  発音、1874年8月10日 - 1944年1月9日）は、リトアニアの政治家。リトアニア共和国の初代大統領である。

## 生涯
スメトナは、ウクメルゲ近郊の村ウジュレニスの小さな農家に生まれ、タウイェナイの小学校で学んだ。パランガの予備ギムナジウムを卒業後、カトリック教会の聖職者を目指してカウナスにあるサモギティア神学校の入学試験に合格した。しかし、様々な状況からすぐ後に計画を変え、ラトビアのイェルガヴァにあるギムナジウムへ入学した。ここで彼はヨナス・ヤブロンスキス、ヴィンツァス・クディルカらと一緒になり、秘密のリトアニア学生組織に所属した。この組織は民族主義者の集まりで、したがって本質的に反ツァーリ主義者の集まりであった。1896年秋、スメトナはロシア正教会の義務的奉仕に対して学生の抵抗活動を組織し、ギムナジウムから追放された。しかし、後にサンクトペテルブルクにある第9ギムナジウムで学ぶことを許された。 
1897年に第9ギムナジウムを卒業後、スメトナはサンクトペテルブルク大学法学部に入った。彼は大学内のリトアニア学生秘密組織に加わり、組織の議長となり、リトアニア語の本の出版と普及の活動に参加するようになった。スメトナは二度、大学から放逐される恐れに直面し、逮捕と短期間の投獄も経験した。1902年に大学を卒業し、ヴィリニュス農業銀行で働いた。2年後、ソフィヤ・ホダカウスカイテと結婚した。

### 初期の活動
ヴィリニュスでの初期の日々、スメトナは多種のリトアニア民族主義者グループと関わり、リトアニア民主党に入党してヴィリニュス大議会における党代表となった。彼は後に党最高幹部会に選出された。1904年から1907年、彼はリトアニアの新聞社ヴィリニュス・ジニョス（Vilniaus Žinios、ヴィリニュス報知）のスタッフになり、1905年から1906年には週刊紙『リエトゥヴォス・ウーキニンカス（Lietuvos Ūkininkas、リトアニアの農夫）』を編集した。1907年、スメトナとユオザス・トゥマス師は『ヴィルティス（Viltis、希望）』紙の印刷事業を立ち上げ、発行と流通を開始した。ヴィルティス紙上で、スメトナはリトアニア人の連帯を主張した。彼はリトアニア語の本を発行するため、リトアニア最古の新聞『アウシュラ』（Aušra）の会社設立者の一人にもなった。また、リトアニア相互支援協会ヴィリニュス支部、リタス（朝）教育協会、ルータ芸術協会やその他多くの協会に属し、ヴィリニュス市内の学校でリトアニア語を教えた。1914年、新たに隔週発行週刊紙『ヴァイラス（Vairas、舵）』発行を始めた。

### 政治

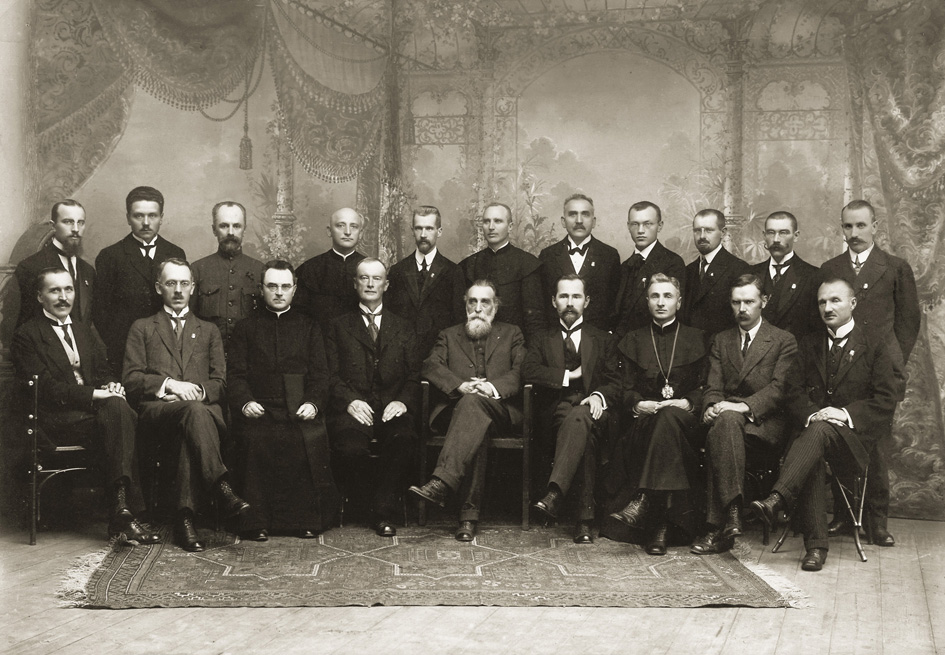
リトアニア評議会でのスメトナ、前列右から四番目

第一次世界大戦中、戦争被害者を支援するためのリトアニア救援協会・中央委員会の初代副議長、のち議長となった。1916年夏、スメトナらはヴィリニュスから派遣され、ドイツの東部戦線司令官に、リトアニアの独立国家としての権利を要求する覚え書きを渡した。彼らはまず、ドイツに自治を認めさせようとしたのだった。1917年9月6日、スメトナは新聞『リエトゥヴォス・アイダス』（Lietuvos Aidas、リトアニアのこだま）の印刷を始め、発行者兼編集長として働いた。新聞の初版で、彼は「リトアニア民族の最も重要な目標は、独立したリトアニア国家を再び確立することだ」と書いた。 
1917年9月18日から22日にかけ、スメトナはヴィリニュスのリトアニア評議会（のち、国家評議会と改称）に加わり、同年から1919年に議長を務めた。1918年2月16日、スメトナはリトアニアの独立宣言に署名した。
1918年12月から1919年3月にかけて、スメトナはヴァイマル共和国やスカンディナヴィア諸国でその生活のほとんどを送り、リトアニア独立の大義のため借款を懇請した。1919年4月4日、リトアニア国家評議会はスメトナをリトアニア共和国初代大統領に選出した。1920年4月19日、制憲議会（1920年-1922年）はアレクサンドラス・ストゥルギンスキスを後継者に選出した。その後スメトナが国会に再選されることはなく、1921年から1924年を通して定期刊行物（『リトアニアの声』紙、『リトアニア人の声』紙など）数紙を編集していた。

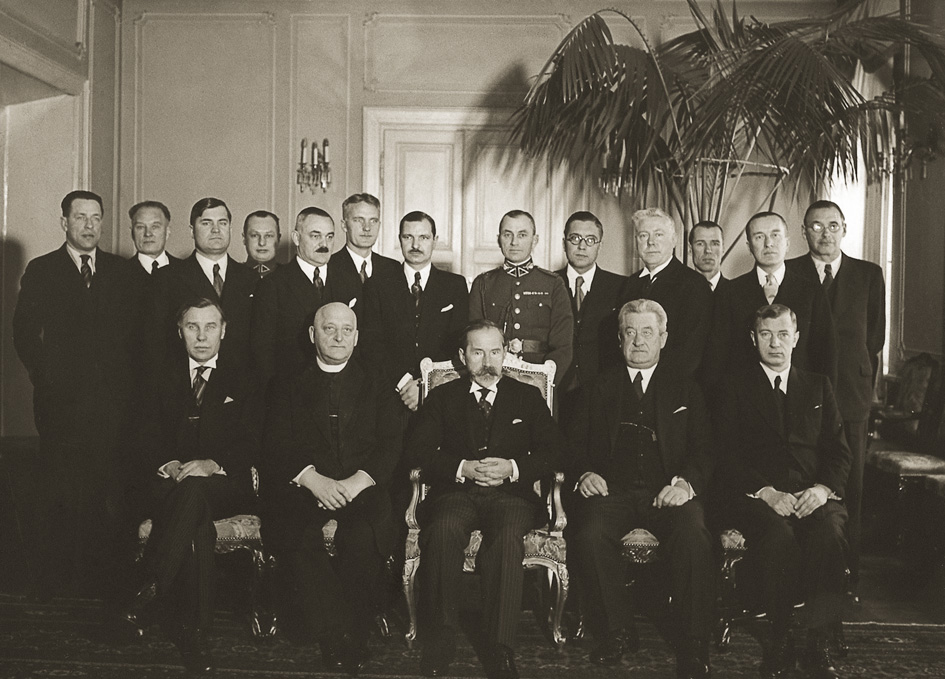
スメトナ内閣

1923年1月のクライペダ地方（ドイツ名メーメル地方）がリトアニアに編入されると、2月20日にスメトナはメーメルラントの行政官となった。しかし首相エルネスタス・ガルヴァナウスカスの同意を得なかったため、職を辞することになった。
1923年11月、当局はスメトナを、『ヴァイラス』紙上のアウグスティナス・ヴォルデマラスの記事発行の嫌疑で数日間投獄した。1923年から1927年の間、スメトナはリトアニア大学（現・ヴィータウタス・マグヌス大学）の助教授となった。最初は芸術論と歴史の、のちに哲学部門の助教授となり、倫理学・古典哲学の講義をし、リトアニア言語学における講義を行った。1926年にはヴィリニュス大学の最年長講師となった。1932年、ヴィタウタス・マグヌス大学で名誉哲学博士号を授与された。 
スメトナは、クライペダ蜂起に直面したことでリトアニア狙撃者連合の活動に加わった。この狙撃者連合が、彼の名を非常に認知させることになり、彼は狙撃者連合の中央理事会に選出された。1924年から1940年の間、国際銀行の理事会の副議長を務めた。

### 独裁者

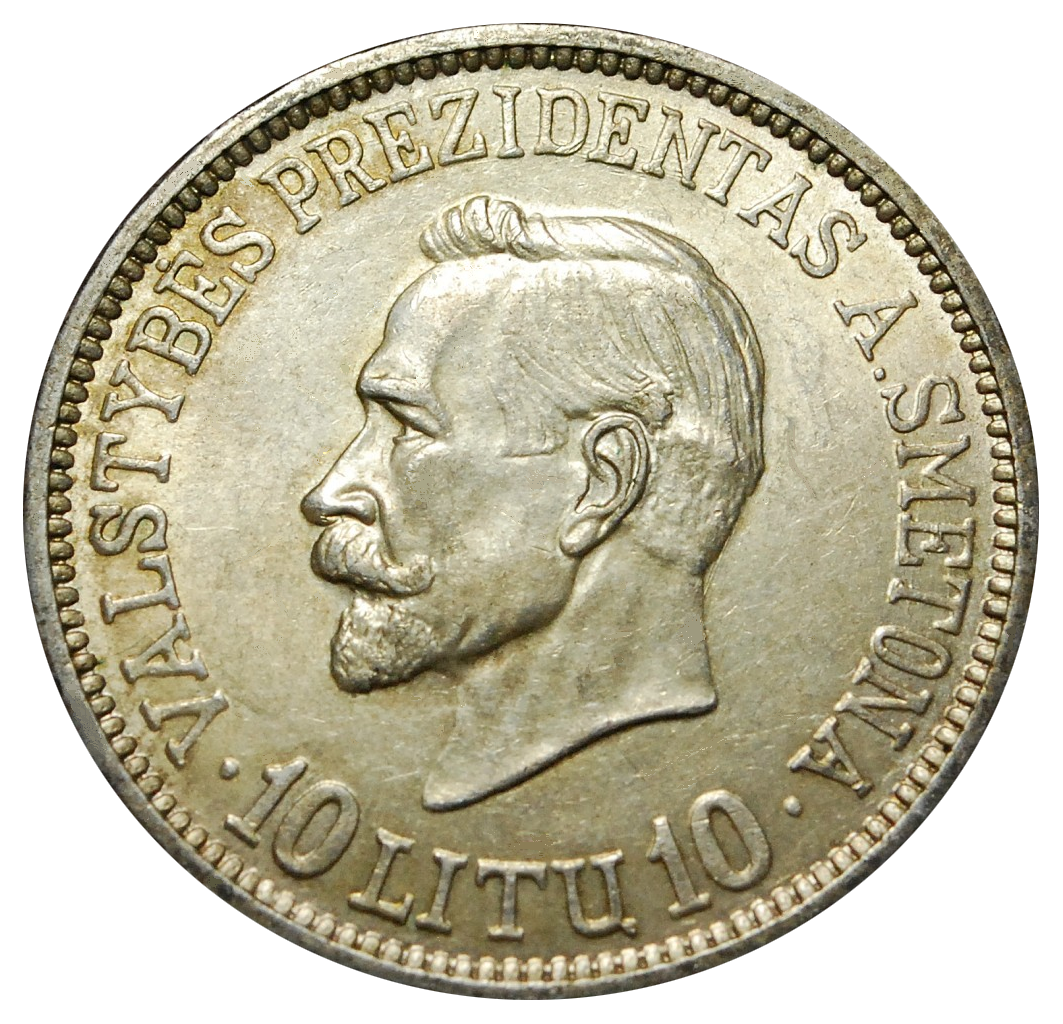
戦間期の10リタス硬貨に描かれたスメトナの肖像

スメトナは、大統領カジース・グリニュスを追放した1926年のクーデター (1926 Lithuanian coup d'état) の首謀者の一人であり、同年12月19日に彼は再び大統領となった（5月の総選挙後に起きたクーデターの後、スメトナが就任するまでの間、形式上の大統領が2人誕生している）。彼はアウグスティナス・ヴォルデマラスを首相に任命した。翌1928年、スメトナは議会を抑圧し、5月15日に政府の承認とともに、さらに大統領の権限を強めたリトアニア新憲法を公布。1929年には、ヴォルデマラスを退任させ、リトアニアの独裁者となった。
1931年、1938年の大統領選挙で再選され、1940年6月15日までその地位にあった。スメトナは地主への優遇策を行い、共産党を弾圧するなどしたが、国の経済は安定していた。彼は軍事費と教育費を引き上げ、識字率の向上に努めた。

### 亡命
1940年、ナチス・ドイツとソビエト連邦の間で結ばれた独ソ不可侵条約の結果として、リトアニアはソ連に占領された。同年6月にソ連がリトアニアに対し最後通牒を突きつけた後、政府の大多数と軍司令官たちはこの申し出に同意せず、スメトナは大統領の職務を首相アンタナス・メルキースへ引き継ぎ、6月15日に家族を連れて東プロイセンに越境、ドイツへ亡命した。その後スイスへ向かった。6月16日にメルキースは、スメトナの大統領からの解任と自らの大統領就任を国営ラジオを通じて声明。翌17日にメルキースはソビエト軍に逮捕され、1955年に収容先のソ連で死去した。
1941年、スメトナはアメリカ合衆国へ移住し、ピッツバーグ、シカゴに住んだ後、1942年5月に息子ユリュス一家の暮らすクリーブランドへ移った。亡命してからはリトアニア史と自伝の執筆を始めたものの、1944年1月9日にユリュスの自宅の火事で死亡。1975年、クリーブランドに埋葬されていたスメトナの棺は、オハイオ州シャードンの墓地へ改葬された。

## 参照
- "Smetona, Antanas". Encyclopedia Lituanica V: 231-235. (1970-1978). Ed. Simas Sužiedėlis. Boston, Massachusetts: Juozas Kapočius. LCC 74-114275.
- （リトアニア語）Banevičius, Algirdas (1991). 111 Lietuvos valstybės 1918-1940 politikos veikėjų
- （リトアニア語）Liudas Truska, Algimantas Lileikis, Gediminas Ilgūnas, Rimgaudas Geleževičius (1995). Lietuvos prezidentai. Vilnius